# Pseuduvaria filipes
Pseuduvaria filipes là loài thực vật có hoa thuộc họ Na. Loài này được Carl Adolf Georg Lauterbach và Karl Moritz Schumann miêu tả khoa học đầu tiên năm 1901 dưới danh pháp Orophea filipes. Năm 1956 James Sinclair chuyển nó sang chi Pseuduvaria.

## Phân bố
Loài này có ở New Guinea.